# Главный волчатник Франции
Главный волчатник Франции (фр. grand louvetier de France) — придворная должность во Французском королевстве при Старом режиме, один из высших чинов Дома короля.

## История
Служитель дома короля, руководивший луветерией (la louveterie, борьбой с волками и другими вредными животными). Главный волчатник приносил присягу лично королю, в свою очередь, ему самому приносили присягу сотрудники луветерии. Первым в этой должности в одном из счетов за 1467 год упомянут некий Пьер Аннеко (Pierre Hannequeau). В своей должности он имел те же прерогативы, что и его коллеги по фальконерии и венерии. Кроме того, он имел право назначения в провинциях «лейтенантов луветерии, с поручением принять все меры, дабы помешать ущербу и опустошению, причиняемому волками, волчицами, лисами и всеми прочими вредными животными».
Отец Ансельм упоминает нескольких предшественников Аннеко, первым из которых был Жиль Ле-Ружо, волчатник Филиппа Красивого, получивший 7 июня 1308 сто ливров, из которых он должен был платить жалование конюшим и содержать лошадей и собак. Филипп V Длинный в августе 1320 назначил ему ренту зерном и деньгами из чинша с леса Люши и области Ко.
Волчатником Карла IV был некий Пьер де Безю, которого в 1323 году сменил Жилле д’Уази, занимавший эту должность в течение десяти лет. 15 марта 1333 волчатником короля вместо него был назначен Робер Труар, после чего сведения об этой должности надолго исчезают.

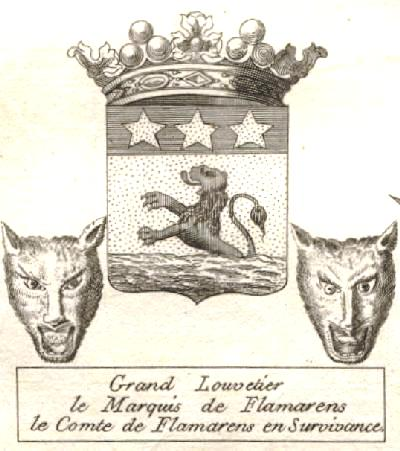
Герб маркиза де Фламарана, главного волчатника Франции

Геральдической эмблемой должности были две волчьи головы анфас (deux têtes de loup de front).
В 1635 году главный волчатник Рокмон получал триста ливров жалования в год, 1800 ливров на содержание конюших и собачьих свор, и 150 ливров на пажа. Двумя веками ранее ретельский волчатник обходился мюидом пшеницы и восемью ливрами серебра.
О сложности работы этого чиновника свидетельствуют неоднократные королевские ордонансы о борьбе с волками (28.03.1375, 25.05.1413, 01.1583, 05.1597, 07.1601), сообщающие о бесчинствах «волчьих банд» (bandes de loup), особенно усиливавшихся после крупных войн.
Волки во Франции были полностью уничтожены лишь к концу XIX века, а при старом режиме бальи и сенешали были обязаны держать против них постоянную оборону. По воскресеньям и в праздники поселяне устраивали беспощадные облавы на хищников. В XV — середине XVI века за их уничтожение полагалась награда — 5 су за волка и 10 за волчицу; деньги выплачивались деревней, рядом с которой был добыт зверь (парижане были от этой обязанности освобождены).
В XVIII веке под началом главного волчатника состояли генерал-лейтенант (главный заместитель), десять конюших, десять слуг с собаками, восемь слуг с гончими, четыре сержанта с борзыми, один поставщик лошадей, обученных для охоты на волка, один пекарь, один маршал, один шорник, один обозный капитан. Главный волчатник осуществлял сюринтендантство над провинциальными лейтенантами луветерии, набиравшимися из числа опытных охотников.
Последний королевский акт, подтверждающий полномочия главного волчатника, был издан 15 января 1785.
При Реставрации должность не была восстановлена. Ордонансом 20 августа 1814 лейтенанты луветерии были подчинены ведомству главного ловчего, а позднее лесному управлению.

## Главные волчатники Франции
- 1467 — Пьер Аннеко
- 1461 — Жак де Росбарк (ум. после 1481)
- 1477 — Антуан де Кревкёр (ум. 1493), бальи Амьена
- 1479 — после 1495 — Франсуа де Лабуасьер, оруженосец, магистр вод и лесов бальяжа Монтаржи
- ? — 1533 — Жан де Лабуасьер (ум. 1533), сеньор де Монтинти-сюр-Луан, сын предыдущего
- 1540 — Жак де Морне, сеньор д’Амблевиль, Омервиль и Вилларсо
- ? — 1553 — Антуан де Альвен (ум. 1553), сеньор де Пьен
- 1554—1575 — Жан де Лабуасьер (ум. 1575), сеньор де Монтинти-сюр-Луан
- 1575—1581 — Франсуа де Вилье (ум. 1581), сеньор де Шайи, Ливри и Монтинти-сюр-Луан, племянник предыдущего
- 1582—1601 — Жак Леруа, сеньор де Ла-Гранж-ле-Руа и Гризи-ан-Бри
- 1601—1606 — Клод де Лиль (ум. после 1623), сеньор д’Андрези, Пюизё, Буазмон и Курдеманш
- 1606—1612 — Шарль де Жуайёз, сеньор д’Эспо
- 1612—1615 — Робер де Арле (ум. 1615), барон де Монгла
- 1615—1628 — Франсуа де Сийи (ум. 1628), герцог де Ларошгийон
- 1628 — Клод де Рувруа (1607—1693), сеньор де Сен-Симон
- 1628—1636 — Филипп Антонис (ум. 1652), сеньор де Рокмон, корнет шеволежеров гвардии
- 1636—1642 — Клод де Рувруа, герцог де Сен-Симон, 2-й раз
- 1643—1651 — Шарль де Байёль (ум. 1655), сеньор дю Перре и дю Плесси-Бриар, передал должность сыну
- 1651—1655 — Никола де Байёль (ум. 1683), сеньор дю Перре, дю Плесси-Бриар и де Куркурон
- 1655—1701 — Франсуа Гаспар де Монморен (1621—1701), маркиз де Сент-Эран
- 1701—1718 — Мишель Сюбле (ум. 1720), маркиз д’Эдикур
- 1718—1736 — Понс-Огюст Сюбле (ум. 1736), маркиз д’Эдикур
- 1736—1741 — Антонен-Арман де Бельзёнс (1716—1741), граф де Кастельморон
- 1741—1753 — Ажесилас-Гастон де Гроссоль (ум. 1761), маркиз де Фламаран
- 1753—1780 — Эмманюэль-Франсуа де Гроссоль (1734—1780), маркиз де Фламаран
- 1780—1792 — Жозеф Луи Бернар де Клерон (1737—1806), граф д’Оссонвиль